# Циркус
Циркус (лат. circus - кружна арена) путујућа је група извођача, која се састоји од акробата, кловнова, мађионичара, жонглера и обучених животиња. Представе се уобичајено одржавају у великом кружном или овалном шатору. Арена је окружена клупама за гледаоце.  У неким представама наступају егзотичне дресиране животиње, на пример медведи, мајмуни, тигрови, лавови, слонови, фоке, камиле. С друге стране, честе су и дресиране домаће животиње, попут коња и паса.
Иако није проналазач медија, Филип Естли рођен у Њукаслу под Лајмом, сматра се оцем модерног циркуса. Године 1768, Eстли, који је вешт коњаник, почео је да изводи изложбе трикованог јахања на отвореном пољу званом Ха'Пени Хач на јужној страни реке Темзе у Енглеској. Године 1770, он је ангажовао акробате, ходаче по конопцу, жонглере и кловна да попуне паузе између коњичких демонстрација и тако се нашао на формату који је касније назван „циркусом“. Представе су се значајно развиле у наредних педесет година, при чему су велике позоришне реконструкције битака постале значајна карактеристика. Традиционални формат, у којем управник циркуса уводи различите кореографске радње постављене на музику, развио се у другој половини 19. века и остао доминантан формат до 1970-их.

## Историја
Почеци циркуса датирају још у време пре нове ере. У Старој Грчкој су се одржавале трке бојних двоколица, у Кини су људе забављали циркуски акробати, а у Старом Египту кротитељи дивљих животиња.
Претеча данашњег циркуса је био онај који је настао у Старом Риму,‍:2 одакле и потиче име, али није био ни налик данашњим. Представе су одржаване у великој арени, званој Циркус Максимус. Арена је саграђена у 3. веку пре нове ере, а касније је проширивана, све док није могла примити преко 150.000 гледаоца. Главна атракција била је трка бојних двоколица, а између две трке публику су забављали акробати, играчи на конопцу и јахачи. Улаз је био бесплатан, а увек је било нешто и да се попије и поједе, често бесплатно, али неретко је ту било продаваца пецива, вина (док се данас продају безалкохолна пића) и разне друге робе.
У Риму су поред ових трка одржаване и различите друге представе, које су с временом постале саставни део онога што се данас зове циркус. Занимљиво је до које мере су ти циркуси били развијени, попут данашњих. Било је ту чак и медведа који су умели да се боксују, затим вештих јахача који су јахали одједном два коња или скакали са једног на другог коња у трку.
Касније, у средњем веку нису постојали организовани циркуси, јер им то тадашњи стил живота није дозвољавао. Па ипак, постојале су путујуће трупе извођача, групе уметника који су путовали од места до места и приказивали своје вештине.
Први модерни циркус основао је Филип Естли у Енглеској 1768. године. У Лондону је подигао зграду са кружним простором за извођаче и великим бројем седишта. У представама су се могли видети јахачи, акробате, кловнови и играчи на конопцу. Ту су замисао прихватили и многи други људи, па је тако циркус постао омиљена забава у целом свету.
У Русији је 1919. циркус национализован, а 1927. је отворен Државни универзитет за циркусне и разноврсност уметности, познат по популарним именом Московска циркуска школа. Када је 1950. московски државни циркус почео обилазити свет, његови наступи су надмашили сва дотадшња извођења како у сложености, тако и у оригиналности.
Данас најбољи и најтраженији циркуси на свету су канадски Cirque du Soleil и француски Cirque d’hiver и Cirque d' été.

### Рикетс и први амерички циркус
Енглез Џон Бил Рикетс донео је први модерни циркус у Сједињене Државе. Своју позоришну каријеру започео је у Краљевском циркусу Хјуз у Лондону 1780-их, а отпутовао је из Енглеске 1792. да би основао свој први циркус у Филаделфији. Прва циркуска зграда у САД отворена је 3. априла 1793. у Филаделфији, где је Рикетс одржао прву америчку комплетну циркуску представу. Џорџ Вашингтон је присуствовао наступу касније током те сезоне.

### Проширење америчког формата
У Америци током прве две деценије 19. века, Циркус Пепина и Бресчарда је био на турнеји од Монтреала до Хаване, градећи циркуска позоришта у многим градовима које је посетио. Виктор Пепен, рођени Њујорчанин, био је први Американац који је управљао великим циркусом у Сједињеним Државама. Касније су установе Пурди, Велч & Ко, и Ван Амберг дале ширу популарност циркусу у Сједињеним Државама.  Године 1825, Џошуа Перди Браун је био први власник циркуса који је користио велики платнени шатор за циркуску представу. Пионир циркуса Ден Рајс био је најпознатији циркуски кловн пре Грађанског рата, популаризујући изразе као што су „Шоу једног коња“ и „Хеј, Рубе!“. Амерички циркус су револуционирали Финеас Тејлор Барнум и Вилијам Камерон Куп, који су покренули путујући Ф. Т. Барнумов музеј, менаџерију & цирцус, први шоу наказа, током 1870-их. Куп је такође представио прве циркусе са више прстенова, а такође је био и први циркуски предузетник који је користио циркуске возове за транспорт циркуса између градова. До 1830-их, уз путујуће циркусе су се успостављале и споредне представе.‍:9

#### Турнеја
Године 1838, коњаник Томас Таплин Кук се вратио у Енглеску из Сједињених Држава, доневши са собом циркуски шатор. У то време, путујући циркуси који су се могли брзо опремити постали су популарни у Британији. Циркус Вилијама Батија, на пример, између 1838. и 1840. путовао је од Њукасла до Единбурга, а затим до Портсмута и Саутемптона. Пабло Фанке је вредан пажње као једини британски власник црног циркуса, и као особа која је управљала једним од најславнијих путујућих циркуса у Викторијанској Енглеској, подигао је привремене грађевине за своје ограничене ангажмане или је реконструисао постојеће структуре. Једна таква грађевина у Лидсу, коју је Фанке преузео од одлазећег циркуса, срушила се, што је резултирало лакшим повредама мноштва људи, као и смрћу Фанкеове супруге. Путујуће циркуске компаније су такође изнајмљивале земљу на којој су постављале своје структуре, понекад наношећи штету локалним екосистемима.

## Циркуски возови
Циркус свој даљи развој наставља само узлазном путањом. Крајем 19. века Финеас Тејлор Барнум је држао један од највећих циркуса тог времена. Како би још више повећао своју популарност, одлучио са на путовање по САД. Међутим, с обзиром да су његове трупе биле огромне, са великим бројем животиња, морао је да крене специјалним возом. Заједно са својим партнерима Вилијамом Камероном и Даном Костелом су циркуска кола прикачили на жељезничке вагоне и 1872. започели своје путовање. За постављање циркуских кола на вагоне они су развили и користили систем ужади, котура и одбојника. Тај систем и данас функционише уз разне преправке и допуне помоћу модерних техничких иновација.
Кад је овај циркус почео да путује возовима једне жељезничке компаније, Pennsylvania Railroad, ситуација се приказала прилично опасно, јер су њихови вагони били у јако лошем стању. Зато је средином сезоне одлучено да циркус купи своје вагоне. Тај воз је био састављен од шездесет путничких и затворених теретних вагона, укључујући и четрдесет обичних вагона, што је била прилично дуга композиција од чак 100 вагона.
Циркуски возови су се убрзо показали као добро решење, јер су били добро прилагођени за превоз тешке опреме (шатора, тешких кола, разних возила и стројева) и, наравно, животиња (слонова, лавова, тигрова и коња), упркос неколико трагичних несрећа током година.
Један од највећих корисника циркуских возова је познати амерички циркус Ringling Bros Barnum & Bailey Circus (RBBBC), који је настао 1907. године када су се ова два циркуса спојила. Њихов програм је био познат као Највећа представа на свету (The Greatest Show on Earth). Занимљиво је да су њихови возови били дугачки преко једне миље, а били су састављени од вагона за извођаче и егзотичне животиње, али и вагона за раднике и чуваре животиња.
Циркуски возови су одувек привлачили велику пажњу локалног становништва због свог необичног изгледа и фотогеничности.

## Галерија
- Сцена из модерног циркуса.
- Циркус, Жорж-Пјер Сера (1891)
- Дресерка леопарда.
- Реклама за Barnum & Bailey циркус, 1900.
- Импресивне монголске акробације.
- Кловн – типични представници циркуса.